# Nico Landeweerd
Nicolaas Albertus Adrianus (Nico) Landeweerd (Hilversum, 3 april 1954) is een voormalig waterpoloër, die Nederland driemaal vertegenwoordigde bij de Olympische Spelen: 1976, 1980 en 1984.
Zijn grootste internationale succes vierde Landeweerd bij zijn olympisch debuut in 1976, toen Nederland beslag legde op de bronzen medaille. In de twee daaropvolgende olympische toernooien moest hij beide keren genoegen nemen met de zesde plaats. Landeweerd is na zijn actieve loopbaan nog steeds betrokken bij het waterpolo; hij is actief bij HZC De Robben.
Alex Boegschoten · 
Ton Buunk · 
Andy Hoepelman · 
Evert Kroon · 
Nico Landeweerd · 
Hans Smits · 
Gijze Stroboer · 
Rik Toonen · 
Jan Evert Veer · 
Hans van Zeeland · 
Piet de Zwarte · 
Ivo Trumbić (Bondscoach)
Stan van Belkum · 
Wouly de Bie · 
Ton Buunk · 
Jan Jaap Korevaar · 
Nico Landeweerd · 
Aad van Mil · 
Ruud Misdorp · 
Dick Nieuwenhuizen · 
Eric Noordegraaf · 
Jan Evert Veer · 
Hans van Zeeland · 
 Ivo Trumbić (Bondscoach)
Johan Aantjes · 
Stan van Belkum · 
Wouly de Bie · 
Ton Buunk · 
Ed van Es · 
Anton Heiden · 
Nico Landeweerd · 
Aad van Mil · 
Ruud Misdorp · 
Dick Nieuwenhuizen · 
Eric Noordegraaf · 
Roald van Noort · 
Remco Pielstroom